# 貝恩德·內里希

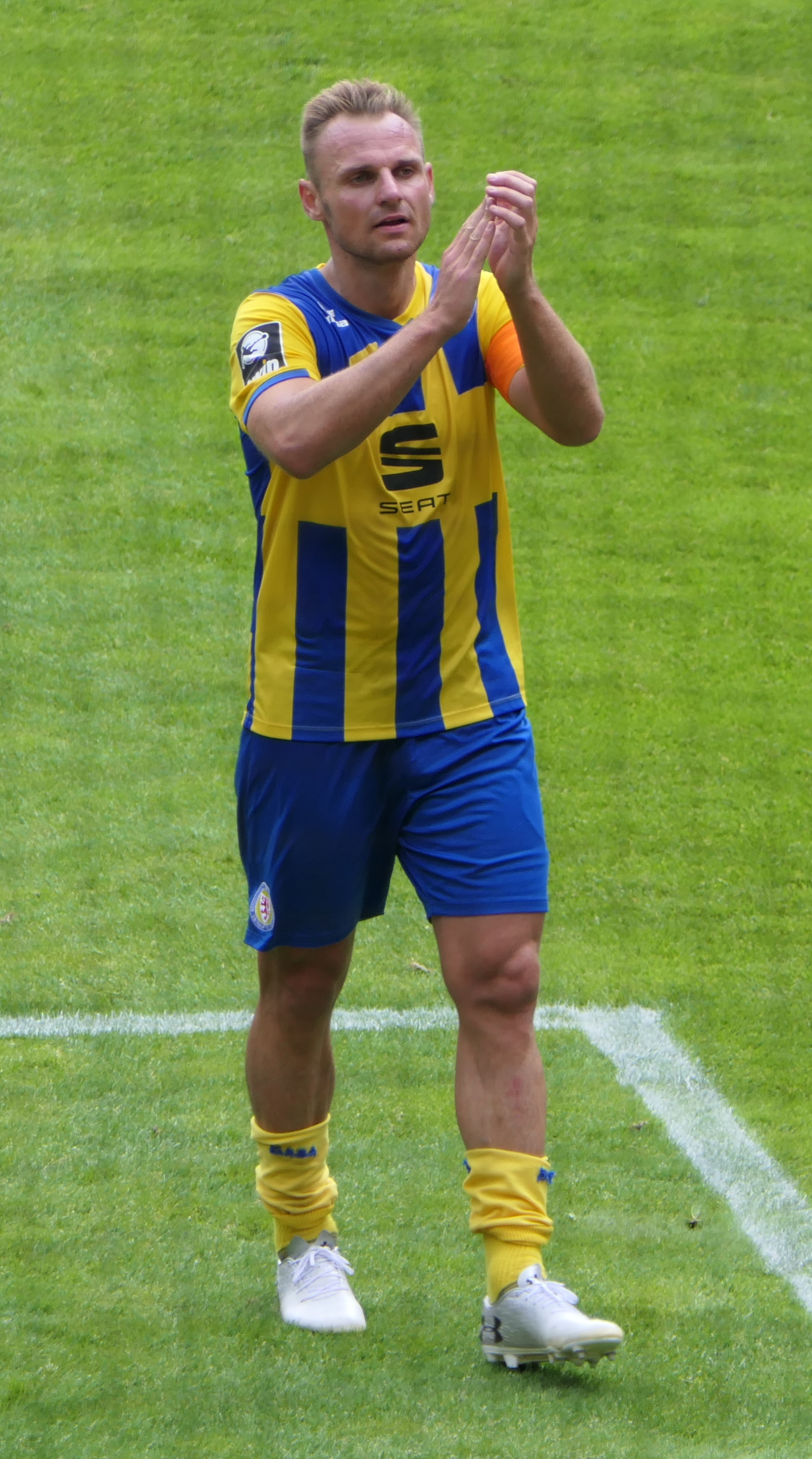
贝恩德·内里希

贝恩德·內里希（Bernd Nehrig）是德國的一位足球運動員。在場上司職右後衛及右中場。他現在效力于德甲球隊菲爾特足球俱樂部。